# Montagne Fiammeggianti

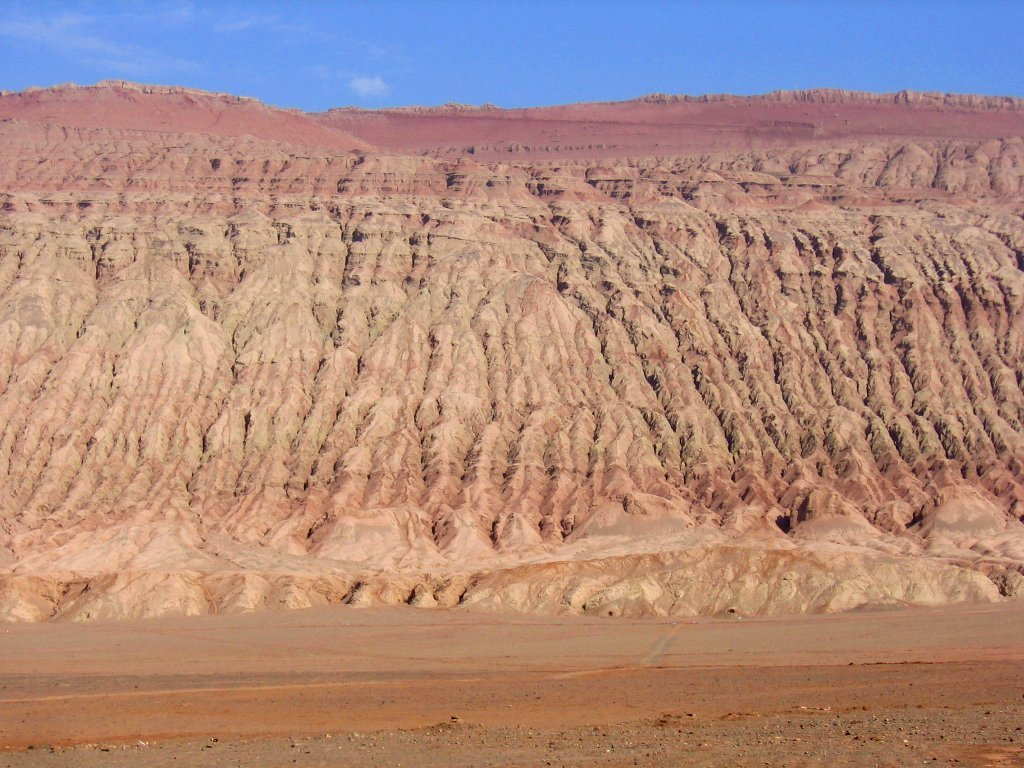
Le montagne fiammeggianti

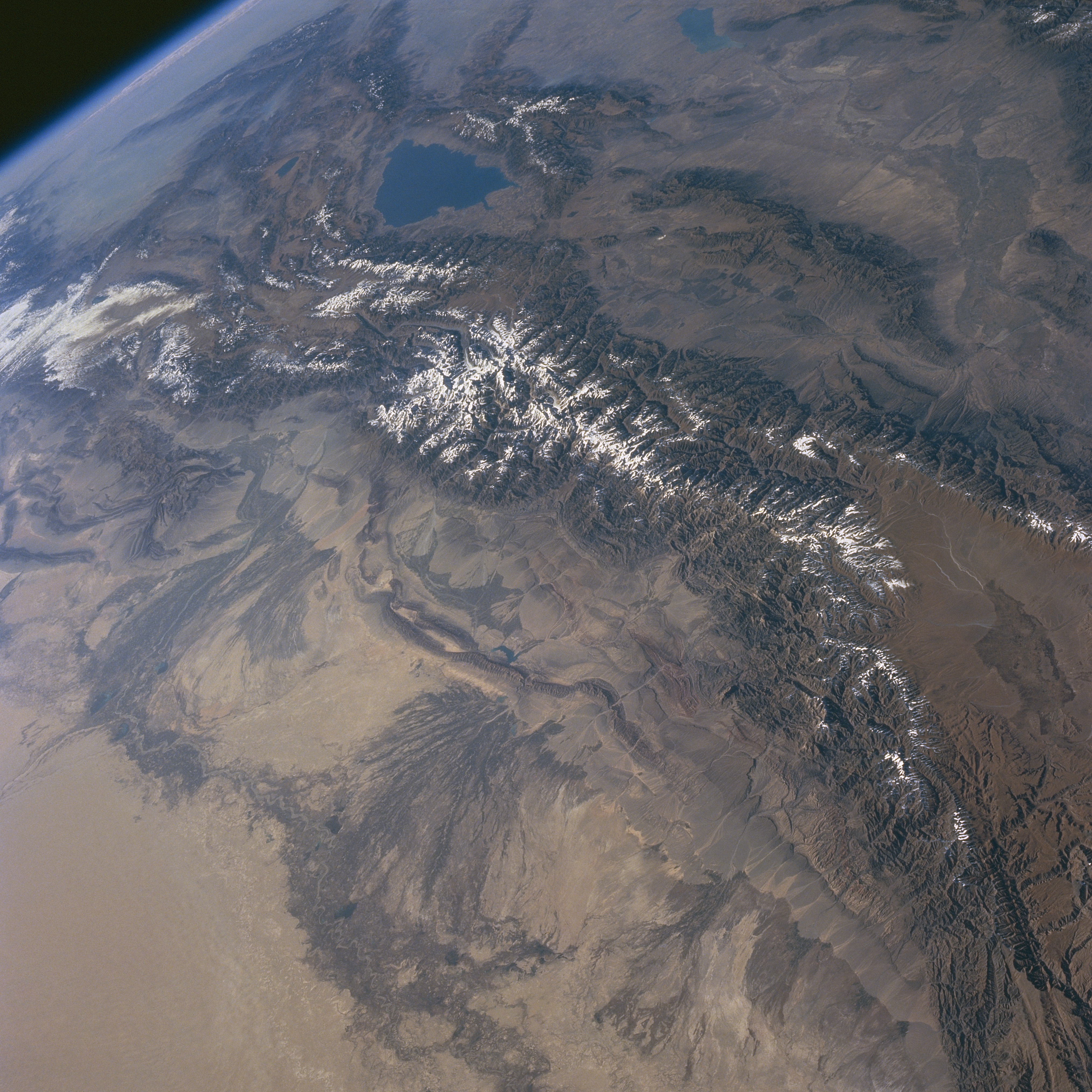
Il Tien Shan con in basso le Montagne fiammeggianti

Le Montagne Fiammeggianti (cinese: 火焰山S, HuǒyànshānP o montagne Gaochang) sono colline sterili ed erose in arenaria rossa, situate nella catena montuosa dello Tien Shan in Xinjiang, Cina. Si trovano nei pressi del bordo settentrionale del deserto di Taklamakan, ad est della città di Turfan. Picchi e valli sono stati modellati da anni di attività vulcanica che ha fatto colare molta lava per i suoi pendii, facendoli sembrare in fiamme in alcuni momenti del giorno. Le montagne sono lunghe 98 chilometri e larghe 9, ed attraversano il bacino del Tarim da est ad ovest. La loro altezza media è di 500 metri. Il clima è duro, e la temperatura è estremamente alta in estate; è il punto più caldo della Cina e raggiunge i 50 °C o oltre. Uno dei più grandi termometri della Cina funge da attrazione turistica, e misura la temperatura locale.

## Via della seta

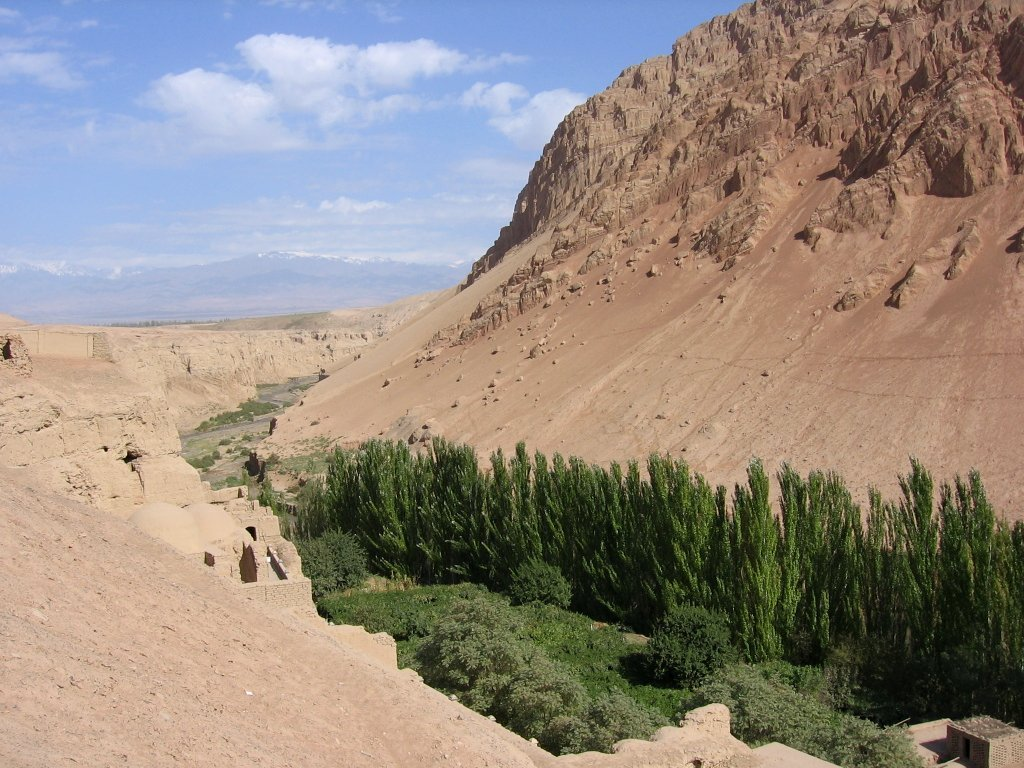
Grotte dei mille Buddha di Bezeklik sulle Montagne fiammeggianti

In tempi antichi il deserto del Taklamakan veniva evitato dai mercanti che percorrevano la via della seta nel Sud-est asiatico, e le città-oasi come quella di Gaochang, fondate ai piedi delle Montagne fiammeggianti vicini ad un passo montano, divennero importanti soste.
I missionari buddhisti spesso accompagnavano i mercanti su queste rotte internazionali, e nel periodo in cui ilm commercio fiorì sulla via della seta furono costruiti monasteri e templi buddhisti nei principali centri di commercio, e nei remoti avamposti montuosi.
Le grotte dei mille Buddha di Bezeklik si trovano in una gola sotto i pendii delle Montagne fiammeggianti, vicino al passo di Gaochang. Si tratta di un complesso di settante grotte buddhiste datate tra il V ed il IX secolo, molte delle quali con migliaia di murales del Buddha.

## Fama letteraria
Le Montagne fiammeggianti presero questo nome da un racconto di fantasia di un monaco buddhista, accompagnato da un Sun Wukong con poteri magici, i quali attraversarono un muro di fiamme durante il loro pellegrinaggio in India. Si tratta di un famoso romanzo del XVI secolo, Viaggio in Occidente, di uno scrittore della dinastia Ming, Wu Cheng'en. Si tratta della versione romanzata della vita del monaco Xuánzàng, il quale viaggiò in India nel 627 per ottenere sculture buddhiste, e per farlo attraversò il Tien Shan dopo aver lasciato Gaochang.

## Leggende
Secondo una vecchia leggenda Han, il Sun Wukong creò disturbi nei cieli e bussò ad un forno, facendo così cadere la brace dal cielo nel luogo dove oggi si trovano le Montagne fiammeggianti. In una leggenda uigura un drago abitava i monti Tien Shan. Dato che il drago odiava i bambini, un eroe Uiguro uccise il drago dividendolo in otto parti. Il suo sangue si trasformò in una montagna di sangue scarlatto, e gli otto pezzi divennero le otto valli delle Montagne fiammeggianti.